# 가필드군 (몬태나주)

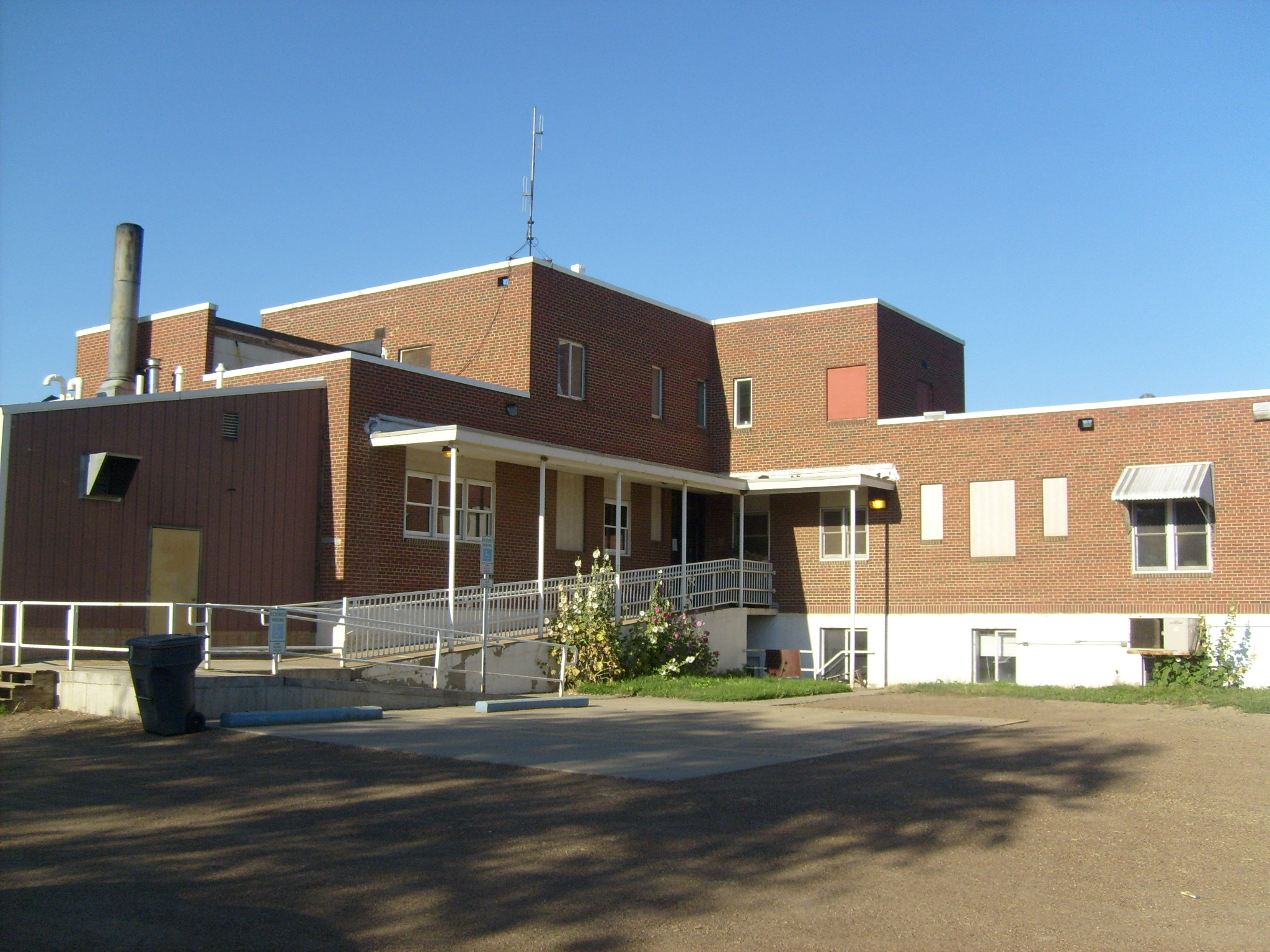

가필드군 또는 가필드 카운티(Garfield County)는 미국 몬태나주에 위치한 군이다. 2010년 기준으로 이 지역의 인구 수는 총 1,206명이다. 2018년 추산으로 이 지역의 총 인구 수는 1,268명이다.

## 인구
| 인구조사                      | 인구  | Note  | %±     |
| ----------------------------- | ----- | ----- | ------ |
| 1920년                        | 5,368 |       | —      |
| 1930년                        | 4,252 |       | −20.8% |
| 1940년                        | 2,641 |       | −37.9% |
| 1950년                        | 2,172 |       | −17.8% |
| 1960년                        | 1,981 |       | −8.8%  |
| 1970년                        | 1,796 |       | −9.3%  |
| 1980년                        | 1,656 |       | −7.8%  |
| 1990년                        | 1,589 |       | −4.0%  |
| 2000년                        | 1,279 |       | −19.5% |
| 2010년                        | 1,206 |       | −5.7%  |
| 2018 (추산)                   | 1,268 | [ 1 ] | 5.1%   |
| US Decennial Census 2010-2018 |       |       |        |